# Blocco navale del Montenegro
Il blocco navale del Montenegro è stato un blocco navale durato poco più di un mese imposto dalle grandi potenze contro il Regno del Montenegro comandato da Nicola I.
Fu alzato nell'aprile del 1913 per impedire a rinforzi e rifornimenti montenegrini di raggiungere la costa albanese. Fu inizialmente esteso lungo la costa montenegrina-albanese da Antivari fino allo sbocco del Drin, presso San Giovanni di Medua, e dal 23 aprile fino a Durazzo. Il blocco durò fino al 14 maggio 1913.

## Antefatti
Durante la prima guerra balcanica, le grandi potenze decisero che la regione contesa doveva essere ceduta al nuovo regno indipendente d'Albania, creato come paese neutrale sotto amministrazione internazionale. Si decise quindi di attuare un blocco navale per rafforzare questa decisione.

## Il blocco navale
Mentre il Montenegro continuava l'assedio di Scutari, le grandi potenze decisero di attuare il blocco, che fu dichiarato il 10 aprile 1913. Lo scopo era impedire ai rifornimenti e ai rinforzi serbi di raggiungere la costa albanese. Il blocco, costituito da uno "squadrone navale multinazionale", durò dal 10 aprile al 14 maggio 1913.
Tra le navi coinvolte nel blocco c'erano gli austro-ungarici SMS Aspern, SMS Erzherzog Franz Ferdinand, SMS Radetzky, SMS Salamander, SMS Zenta e SMS Zrinyi, le britanniche HMS Africa, HMS Britannia, HMS Commonwealth, HMS Dominion, HMS Hibernia, HMS Hindustan, HMS King Edward VII e HMS Zealandia (il cosiddetto 3rd Battle Squadron), HMS Dublin e HMS Darmouth, gli incrociatori corazzati francesi Edgar Quinet ed Ernest Renan, la tedesca SMS Breslau e le navi di battaglia italiane Ammiraglio di Saint Bon e Francesco Ferruccio.
Il blocco fu inizialmente esteso lungo la costa montenegrino-albanese da Antivari (oggi in Montenegro) fino alla foce del fiume Drin, nei pressi di San Giovanni di Medua, nell'odierna Albania. Il 23 aprile Burney estese il blocco fino a Durazzo.
Sotto la pressione del blocco internazionale, la Serbia ritirò il suo esercito da Scutari, che fu successivamente occupata da una forza di terra congiunta alleata.